# Henri Dubouillon
Henri Dubouillon, (né le 24 décembre 1887 à Paris et mort le 15 janvier 1966 dans le 16e arrondissement de Paris, est un architecte et un décorateur français.
Il est considéré comme l'un des architectes les plus importants de l'époque Art déco et Art nouveau. Il fut nommé président d'honneur de la Société nationale des architectes de France.

## Biographie

### Enfance
Henri Dubouillon naît le 24 décembre 1887 au domicile de ses parents (12, cour des Noues), dans le 20e arrondissement de Paris.
Henri Dubouillon grandit dans une famille modeste du 20e arrondissement de Paris, où son père, Adolph Joseph Dubouillon, est marchand de beurre. La cour des Noues, où il voit le jour, est un microcosme ouvrier typique de l'époque, façonné par l'effervescence industrielle et le dynamisme des faubourgs parisiens.
Son prénom, Henri, est choisi en raison de sa naissance à la veille de Noël, un clin d’œil à cette fête religieuse. Henri fréquente l’école communale, comme beaucoup d’enfants de sa génération, mais doit rapidement entrer dans le monde du travail.
À l’adolescence, il devient apprenti maçon, un métier exigeant qui le familiarise avec les aspects pratiques et techniques de la construction : le transport des matériaux, l’érection de murs et le maniement du mortier.
L’expérience de l’apprentissage comme maçon dès l’adolescence lui permet de tisser un lien profond avec les réalités du métier, consolidant des bases pratiques qui influenceront son travail d’architecte.

### Formation
Henri Dubouillon mène sa scolarité à l’École nationale supérieure des arts décoratifs de 1904 à 1906. En 1907, à seulement 20 ans, il devient architecte. Il apparaît dans l'annuaire Sageret en 1911 et continue d'y figurer jusque dans les années 1930. Henri Dubouillon s'impose rapidement comme un architecte autodidacte de talent, illustrant l'ascension d'une génération d'hommes du début du XXe siècle, à la croisée des mondes artisanal et académique.

### Débuts en tant qu'architecte dans les années 10-20
Henri Dubouillon conçoit tout au long de sa longue carrière de nombreux bâtiments d'habitation et des hôtels particuliers sur Paris et ses environs.
Il commence sa carrière dans l'Est parisien, en déposant en août 1911 des « autorisations à bâtir » (ancêtre des actuels permis de construire) qui concernent trois immeubles situés rue Dupont-de-l'Eure, aux numéros 5, 7 et 9. Henri Dubouillon fait ensuite de nombreux projets aux Lilas, où quatre immeubles portent sa signature. Il réalise des immeubles principalement en brique, témoignant d’une maîtrise de l’échelle et du décor.
Ses nombreux projet immobiliers lui apportent rapidement de la reconnaissance en tant qu'architecte. Il fait percer, sur un terrain lui appartenant, une rue en 1913 entre l’avenue Gambetta et la rue Haxo. Il fait construire sur ce terrain huit immeubles, entre 1913 et 1914, tous dans un style assez semblable et typique de l'avant-Première Guerre mondiale. Comme c'était le cas pour de nombreux propriétaires de terrains, la rue prend son nom, alors qu’il n'a que 27 ans.
Il se spécialise ensuite dans les années 1920 et au début des années 1930 dans la construction d'immeubles et hôtels particuliers bourgeois dans l'Ouest parisien.

### Impact sur l'architecture des cinémas Art Déco
Henri Dubouillon a marqué l’évolution des salles de cinéma en les transformant en espaces culturels alliant modernité et esthétisme. Son œuvre la plus emblématique dans ce domaine, le Pantin Palace (1921), situé le long du canal de l'Ourcq à Pantin, se distingue par sa décoration « atmosphérique », inspirée de célèbres salles parisiennes comme le Rex. Les plafonds étoilés et les jeux de lumière contribuent à une expérience immersive, tandis que la conception soignée assure une acoustique optimale et une visibilité idéale pour les spectateurs.
Outre le Pantin Palace, Henri Dubouillon conçoit également plusieurs cinémas en banlieue parisienne, notamment à Montreuil et Pantin, répondant à la demande croissante de divertissements dans les quartiers populaires. Ces réalisations combinent modernité technique, fonctionnalité et esthétique Art déco, caractéristique des années 1920.
Henri Dubouillon réalise notamment l'Alhambra (style Art nouveau) et le Stella Cinema[Où ?].
L’approche novatrice d’Henri Dubouillon influence la conception des cinémas de son époque, en les intégrant harmonieusement au tissu urbain, tout en mettant en valeur leur rôle culturel et social. Bien que certaines de ses salles ont disparu, son travail reste un témoignage important de l'architecture cinématographique du début du XXe siècle.

### Années 30 après la crise de 1929
Durant cette période difficile, Henri Dubouillon se concentre sur la valorisation de son patrimoine immobilier, démontrant une capacité d'adaptation qui reflétait sa double expertise d'architecte et de gestionnaire.
Avec Charles Lemaresquier, Henri Dubouillon contribue à maintenir la construction d'immeubles bourgeois jusqu'à la Seconde Guerre mondiale. Il réussit notamment la transcription de l'immeuble typique de Louis Bonnier en immeuble « moderne », par le biais d'une décoration de style Art déco, à tendances néo-classiques.
Henri Dubouillon a son cabinet d'architecture à Paris, 57 avenue Gambetta, puis au 249 bis rue des Pyrénées et finalement au 24 rue Raynouard, dans le 16e arrondissement, dans les années 1930.

### Après la Seconde Guerre mondiale
Henri Dubouillon est également l'un des architectes experts qui travaille aux chantiers de la Reconstruction. Dès la fin de la guerre, il ouvre au 13 rue de la Renfermerie à Reims une annexe et travaille dans la région aux chantiers de la Reconstruction.
En parallèle de ses projets de reconstruction, Henri Dubouillon joue un rôle clé dans la modernisation de l'architecture post-guerre, s'efforçant d'allier tradition et innovation, tout en répondant aux besoins urgents de logements.

### Henri Dubouillon en tant qu'homme d'affaires
Outre son métier d’architecte, Henri Dubouillon est aussi un homme d’affaires avisé, qui investit des sommes importantes dans la construction d'immeubles. Il se rend notamment propriétaire d’un terrain dans le 20e arrondissement, entre la rue Haxo et l’avenue Gambetta, ouvert en 1913 et loti en 1914 par ses soins.

### Reconnaissance et distinctions
Architecte important du début du XXe siècle, il a donné son nom à la rue Henri-Dubouillon, située dans le 20e arrondissement de Paris. Il est intéressant de noter que la rue Henri-Dubouillon est l'une des rares à Paris à avoir été nommée d'après une personne de son vivant, témoignant de la reconnaissance exceptionnelle dont il jouissait à seulement 27 ans.
La décoration d'Henri Dubouillon par le ministère de l'Instruction publique et des Beaux-Arts illustre une rare convergence entre reconnaissance académique et pratique professionnelle, dans une époque marquée par des distinctions rigoureuses.
Il appartient à la SN, Société nationale des architectes, et est inscrit à l'ordre en 1943. Le Conseil de l’ordre des Architectes, lors de sa séance du 3 décembre 1953, accorde le titre d’architecte honoraire à Henri Dubouillon en rappelant que celui-ci avait été inscrit sous le numéro 709 au tableau de l’Ordre.
Henri Dubouillon milite activement pour les droits des architectes non diplômés, plaidant pour une reconnaissance équitable des talents issus de parcours atypiques.

### Décès
Il est inhumé au cimetière du Père-Lachaise (60e division).

## Principales réalisations
D'après la liste d'immeubles réalisés par Henri Dubouillon à Paris et en Île-de-France.

### Projets réalisés

#### Années 1910
- 1911 : 9-11 rue de l’Est aux Lilas
- 1912 : 113 avenue Pasteur aux Lilas
- 1912 : 10 rue Jean-Moulin aux Lilas
- 1912 : 5, 7 et 9 rue Dupont de l'Eure à Paris 20e
- 1912 : 20 rue des Partants à Paris 20e
- 1913 : 6 rue Désirée à Paris 20e
- 1914 : 2 rue Georges-Pompidou aux Lilas
- 1914 : 3, 5, 6, 7, 9 rue Henri-Dubouillon dans le 20e arrondissement de Paris
- 1914 : 203 avenue Gambetta dans le 20e arrondissement de Paris, à l'angle de la rue Henri-Dubouillon
- 1914 : 94 rue de Paris aux Lilas

#### Années 1920
- 1921 : cinéma « Pantin Palace » quai de l'Ourcq à Pantin
- 1923 : 18 rue Ribera à Paris 16e, au coin de la rue Léon-Bonnat
- 1924 : 5 rue Léon-Cogniet à Paris 17e
- 1924 : 24 rue Raynouard à Paris 16e, au coin de la rue Chernoviz
- 1925 : 4 rue Léon-Bonnat à Paris 16e
- 1925 : 6 rue Léon-Bonnat à Paris 16e
- 1925 : 8, rue Léon-Bonnat à Paris 16e
- 1926 : 5-5 bis-7, rue Eugène-Manuel à Paris 16e[14] à l'angle de la villa Eugène-Manuel, ensemble de trois immeubles de sept étages, classé Art déco affirmé, à la limite de l'Éclectisme post-haussmannien[15]
- 1927 : 76, 78 et 80 avenue de La Bourdonnais à Paris 7e, ensemble d'immeubles de sept étages, classé Art déco affirmé[16]
- 1927 : 16 boulevard Pereire à Paris 17e
- 1927 : 115bis avenue Achille Peretti devenue avenue du Roule à Neuilly-sur-Seine
- 1927 : 2 place Joffre à Paris 7e[17]
- 1928 : 6 square des Écrivains-Combattants-Morts-pour-la-France à Paris 16e (photo en infobox supra)[18]
- 1929 : 174-176 rue de Courcelles à Paris 17e, ensemble de deux immeubles, classé Art déco affirmé[19]
- 1929 : 24 rue de Longchamp à Paris 16e[20], immeuble de sept étages avec terrasse de style Art déco affirmé[21]
- 1929 : 16, 18, 20 et 22 avenue de Versailles à Paris 16e, ensemble d'immeubles de huit étages avec terrasse et garage, classé Art déco affirmé et organisé autour d'un square[22]
- 1929 : 53 avenue Gambetta à Paris 20e
- 1929 : 2 rue de la Bidassoa à Paris 20e
- 1929 : 75 rue Michel-Ange à Paris 16e

#### Années 1930
- 1930 : 127 rue Michel-Ange à Paris 16e
- 1930 : 32, 34, 36, 38 et 40 avenue du Petit Parc à Vincennes[23]
- 1930 : 67 rue Jean-de-La-Fontaine à Paris 16e
- 1930 : 1 rue du Général-Largeau à Paris 16e
- 1930 : 6 rue Jean-Moréas à Paris 17e
- 1930 : 50 avenue de Versailles à Paris 16e, immeuble de huit étages avec garage et toiture traditionnelle, classé Art déco affirmé[24]
- 1930 : 5 rue Degas à Paris 16e
- 1930 : 41-43 avenue Pasteur à Courbevoie
- 1931 : 7 rue du Dobropol à Paris 17e, immeuble de sept étages avec terrasse classé Art déco affirmé[25]
- 1931 : 61-63 avenue Félix-Faure à Paris 15e, immeuble de sept étages avec terrasse, classé Art déco affirmé et de standing supérieur[26]

## Galerie

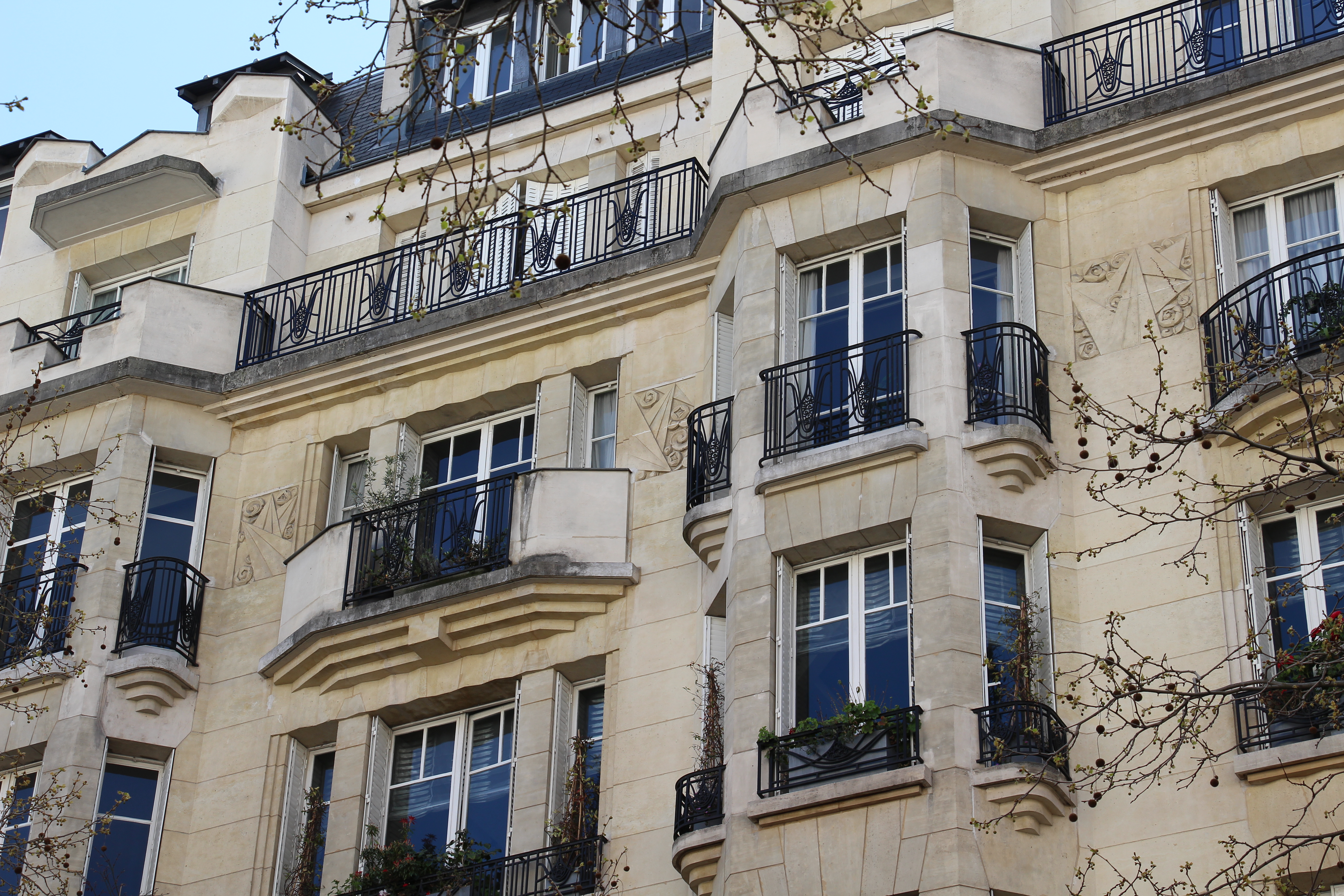
No 78 avenue de La Bourdonnais.
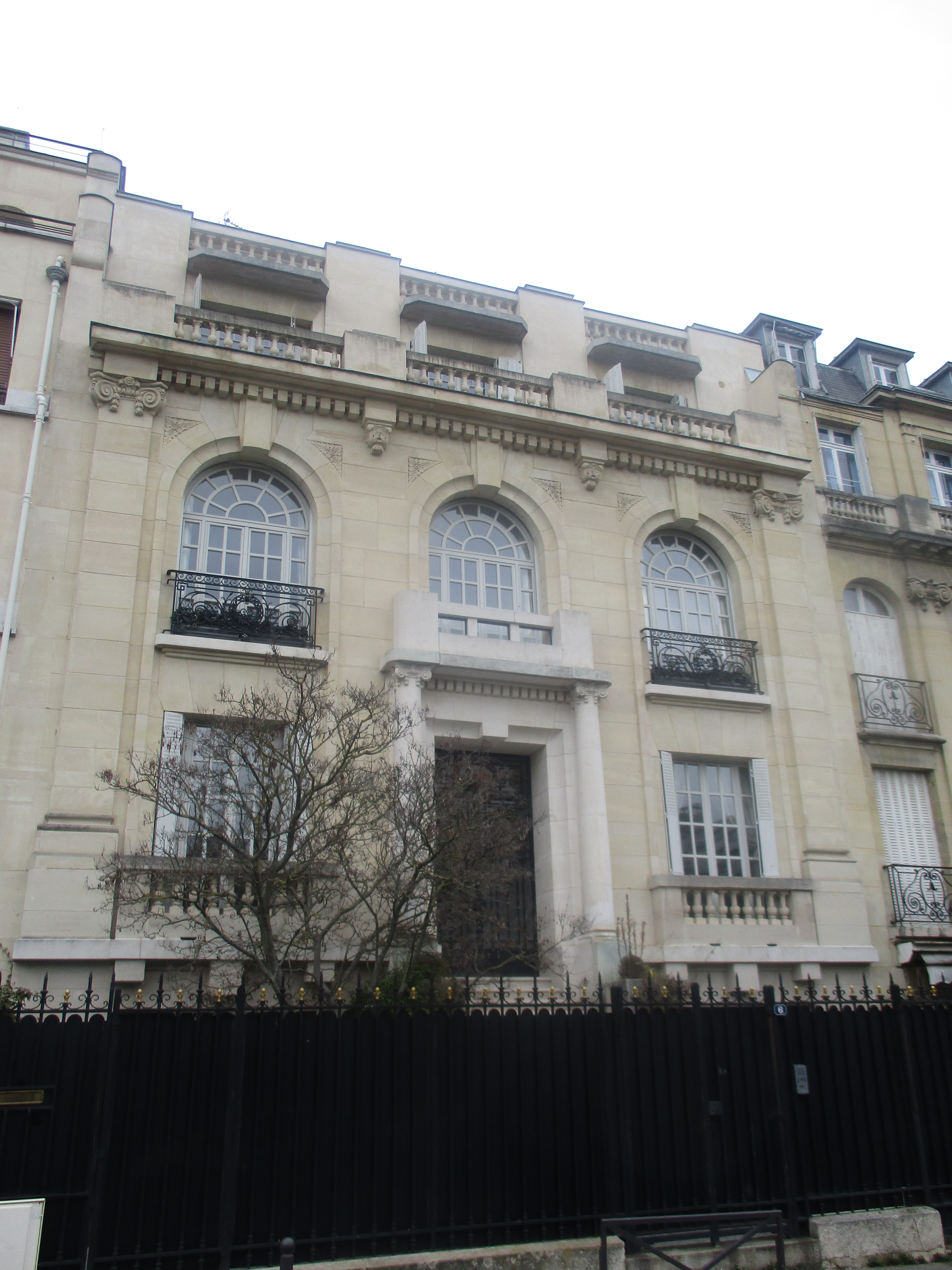
No 6 square des Écrivains-Combattants-Morts-pour-la-France.